# Synodus saurus
Espèce
Statut de conservation UICN

 LC  : Préoccupation mineure
Synonymes
- Alpismaris risso
- Laurida mediterranea
- Osmerus fasciatus
- Salmo saurus
- Saurus fasciatus
- Saurus griseus
- Saurus saurus
- Saurus trivirgatus
- Saurus vulgaris
- Stolephorus risso
- Synodus cinereus
- Tirus marmoratus

Le poisson-lézard rayé ou poisson-lézard de l'Atlantique (Synodus saurus) est une espèce de poissons téléostéens de la famille des Synodontidae.

## Systématique
L'espèce Synodus saurus a été décrite pour la première fois en 1758 par Carl von Linné.

### Synonymie
Selon Catalogue of Life 
- Alpismaris risso (Risso, 1810)
- Laurida mediterranea Swainson, 1838
- Osmerus fasciatus Risso, 1810
- Salmo saurus Linnaeus, 1758
- Saurus fasciatus (Risso, 1810)
- Saurus griseus Lowe, 1838
- Saurus saurus (Linnaeus, 1758)
- Saurus trivirgatus Valenciennes, 1839
- Saurus vulgaris Cloquet, 1827
- Stolephorus risso Risso, 1810
- Synodus cinereus Hildebrand, 1948
- Tirus marmoratus Rafinesque, 1810

## Description
Synodus saurus possède un corps allongé d'environ 20 cm, bien que certains spécimens puissent atteindre 40 cm.
Tête effilée et aplatie comme celle d'un lézard. La bouche est inclinée vers le haut et les yeux sont disposés sur la face supérieure de la tête, caractéristique des espèces qui s'enfouissent partiellement.
Absence de vessie natatoire.
Le corps est brun clair, marqué de taches formant 8 à 10 bandes transversales plus sombres. Ventre uni.
Lignes longitudinales bleutées sur les flancs.
Les juvéniles sont intégralement transparents, à l'exception des bandes transversales sombres qui sont déjà présentes à l'éclosion de l'œuf.
Souvent confondu avec la vive, le poisson lézard rayé s'en distingue par l'implantation reculée de la première dorsale et l'aspect de sa face.

## Distribution
Cette espèce se croise dans l’océan Atlantique, plus particulièrement au large des côtes du Maroc, de la Mauritanie, des côtes est des Caraïbes et de la Floride, ainsi que dans la Méditerranée, à des profondeurs aux alentours des 20 m bien qu'elle puisse être retrouvée de 1 à 400 m de fond .

## Comportement

### Proies
Synodus saurus se nourrit de poissons plus petits que lui, en particulier des sardines, de Pageot acarné, de bogues, de gobies comme le Gobie paganel, et de différents labres comme la girelle commune ou le Crénilabre méditerranéen.
L'espèce consomme également de jeunes céphalopodes, comme des Loligo forbesii, ainsi que des crustacés comme la Petite cigale de mer ou Anilocra physodes.
L'espèce est également cannibale envers les alevins et juvéniles.

### Prédateurs
Synodus saurus est surtout la proie de poissons plus gros que lui comme la liche glauque, le mérou brun ou le coryphène.
Les juvéniles sont également victime de cannibalisme de la part des individus adultes..

## Écologie et environnement
Le Poisson lézard vit enfoui presque totalement dans le sable, ne laissant dépasser que ses yeux. C'est un prédateur, capable de bondir sur une proie qui passe à proximité, voire à plusieurs mètres au-dessus du fond.
Il se nourrit de poissons et d'invertébrés.
Son mode de vie est identique à celui des vives avec lesquelles il partage les fonds sablonneux et sédimentaires du plateau continental qui constitue leur habitat commun.
On observe chez ce poisson des périodes d'activités diurnes et nocturnes.
Depuis les années 1980, les populations de poissons lézards ne cessent d'augmenter et se substituent progressivement à certaines espèces locales. La migration de l'espèce, du Sud vers le Nord de la Méditerranée, est probablement liée au réchauffement des eaux (environ 0,5 °C).